# Rio Bățul
O Rio Băţul é um rio da Romênia afluente do Rio Dămuc, localizado no distrito de Neamţ.